# Waffen- und Munitionsbeschaffungsamt

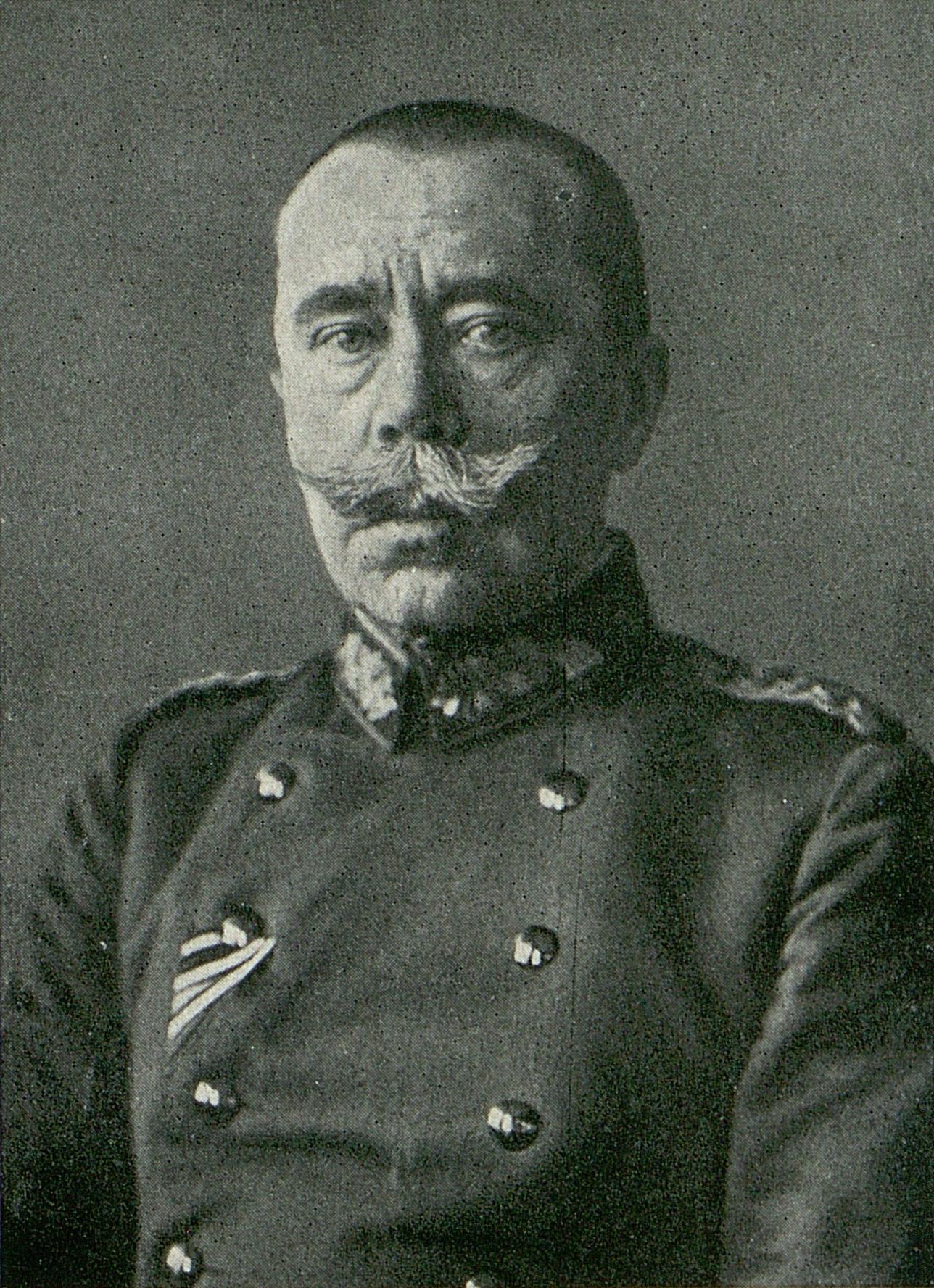
Generalmajor Karl Friedrich Coupette, Erster Leiter des WuMBA

Das Waffen- und Munitionsbeschaffungsamt (WuMBA) war ein im Zuge des Hindenburgprogramms am 30. September 1916 geschaffenes Amt der Kriegsrohstoffabteilung im preußischen Kriegsministerium beziehungsweise des Kriegsamtes. Erster Leiter des WuMBA war Karl Friedrich Coupette (1855–1929), sein Sitz war im Berliner Hotel Cumberland am Kurfürstendamm.
Aufgabe des Waffen- und Munitionsbeschaffungsamtes war die Koordination der Produktion von Waffen und Munition in der deutschen Kriegswirtschaft des Ersten Weltkrieges. Außerdem hatte es Anteil an der allgemeinen Bewirtschaftung kriegswichtiger Rohstoffe, wozu auch die „Ersatzstoffpolitik“ gehörte. Die Errichtung des WuMBA bedeutete eine grundlegende Reorganisation des militärischen Beschaffungswesens in Deutschland, dessen Organisation als unzureichend erkannt worden war. Das WuMBA fasste unter anderem die bisherige Feldzeugmeisterei sowie das Allgemeine Kriegsdepartement, nominell oberste Beschaffungsbehörde, und das Ingenieurkomitee zusammen. Der Feldzeugmeisterei wiederum hatten die „Technischen Institute“, staatliche Heereswerkstätten, unterstanden. 
Alle diese Behörden hatten bis dahin unabhängig voneinander Beschaffungen bei der Privatwirtschaft getätigt. Die entsprechenden Dienststellen der Länder Bayern, Württemberg und Sachsen mit nominell eigenen Heeren und eigenen Kriegsministerien wurden ebenfalls einbezogen. Die Kriegsrohstoffabteilung hatte bereits seit Frühjahr 1915 alle in Deutschland vorhandenen Rohstoffe erfasst und deren Verarbeitung überwacht. Dies gehörte nun ebenfalls zu den Aufgaben des WuMBA, das hierzu Tabelliermaschinen einsetzte. Nach Kriegsende wurde das WuMBA von der Maschinenabgabestelle des Reichsverwertungsamtes abgewickelt.
Chef des Waffen- und Munitionsbeschaffungsamtes war Generalmajor Karl Coupette, zuvor Inspekteur der Technischen Institute der Artillerie. Großen Einfluss hatte außerdem sein technischer Referent, der frühere Direktor der Kriegschemikalien AG und Reichskommissar für Kalkstickstoff Wichard von Moellendorff.